# Videmala
Videmala ist ein nordspanischer Dorf und Hauptort einer 140 Einwohner (Stand: 2024) zählenden Gemeinde (municipio) in der Provinz Zamora in der Autonomen Gemeinschaft Kastilien-León. 

## Lage und Klima
Videmala liegt im Westen der Provinz Zamora in einer Höhe von ca. 770 m nahe der Grenze zu Portugal. Die Provinzhauptstadt Zamora ist etwa 33 Kilometer (Fahrtstrecke) in südöstlicher Richtung entfernt. Der Aliste mündet im Südosten der Gemeinde in den Esla. Die winterlichen Temperaturen sind durchaus kühl, im Sommer dagegen ist es warm bis heiß; Regen (ca. 535 mm/Jahr) fällt mit Ausnahme der Sommermonate übers ganze Jahr verteilt.

## Bevölkerungsentwicklung
| Jahr      | 1970 | 1981 | 1991 | 2001 | 2011 | 2021 |
| Einwohner | 505  | 339  | 255  | 197  | 165  | 141  |

Der deutliche Bevölkerungsrückgang seit den 1950er Jahren ist im Wesentlichen auf die Mechanisierung der Landwirtschaft, die Aufgabe bäuerlicher Kleinbetriebe und den daraus resultierenden Arbeitsplatzmangel auf dem Land zurückzuführen (Landflucht).

## Sehenswürdigkeiten

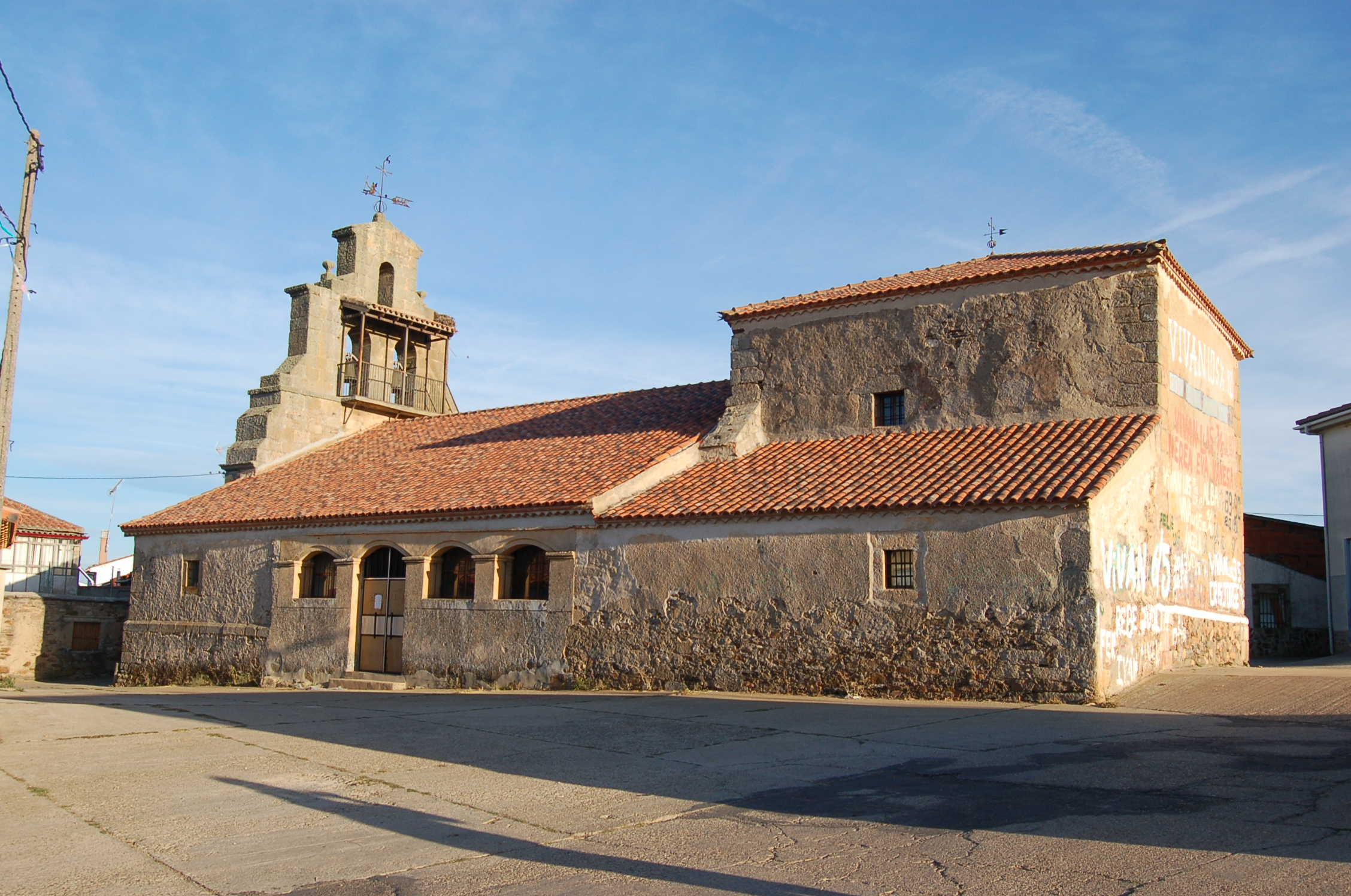
Julianuskirche
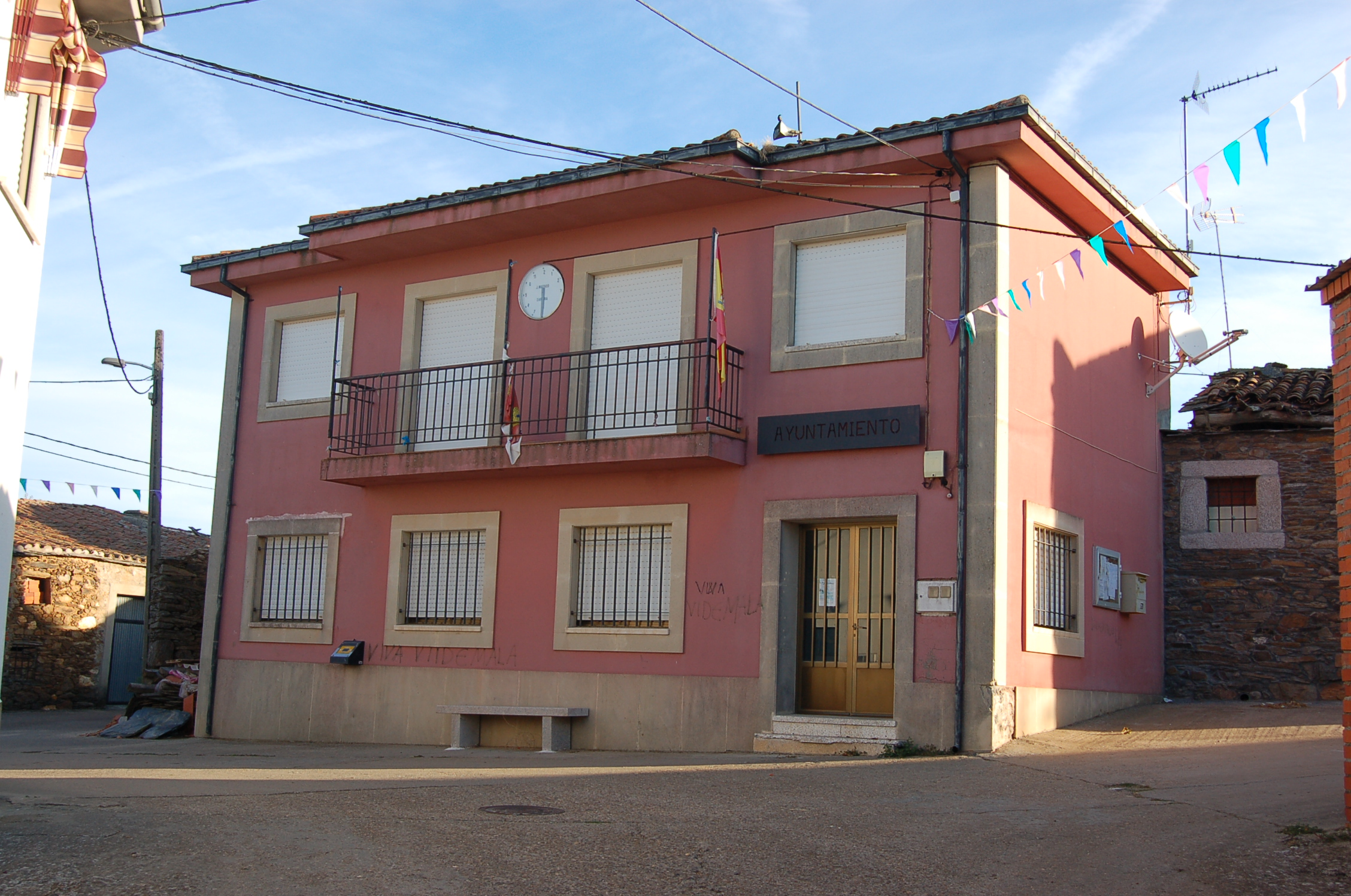
Rathaus

- Julianuskirche
- Rathaus